# 12 Batalion Budowy Mostów
12 Samodzielny Batalion Budowy Mostów – samodzielny pododdział wojsk drogowych ludowego Wojska Polskiego.

## Formowanie i zmiany organizacyjne
Przeznaczony do budowy i naprawy mostów w strefie przyfrontowej. W działaniach bojowych pełnił także służbę regulacji ruchu na mostach oraz ochraniał je.
Sformowany w rejonie Łukowa na podstawie rozkazu Naczelnego Dowództwa Wojska Polskiego nr 8 z 20 sierpnia 1944 jako jednostka centralnego podporządkowania.

## Obsada personalna
Dowódcy batalionu
- ppłk Aleksander Trofimow
- mjr Mikołaj Chudiakow
- por. Anatol Zwieriew

## Skład etatowy
Etat 047/9

Dowództwo i sztab
- 3 kompanie budowy mostów
  - 4 plutony budowy mostów
- kompania techniczna
  - 3 plutony techniczne
  - pluton transportowy
- pluton ochrony